# Målebordsblad
Et målebordsblad er et detaljeret topografisk landkort i stor målestok, som er opmålt i terrænet vha målebord. Målebordsblade, som oprindeligt blev fremstillet til militært brug, fungerede som grundkort, hvorfra kort i mindre målestok kunne udarbejdes. Et målebordsblad dækker normalt, afhængig af det pågældende land og kortsystem, et areal på i størrelsesordenen 50-200 km2, og der kræves derfor typisk flere hundrede eller tusinde blade for at dække et helt land.

## Danmark
Generalstabens topografiske Afdeling udgav i sidste halvdel af 1800-tallet og begyndelsen af 1900-tallet målebordsblade over Danmark i målestok 1:20.000. I midten af 1900-tallet blev de af Geodætisk Institut erstattet med de nuværende 4-cm-kort i målestok 1:25.000.

### Kortprojektioner
Når den krumme jordoverflade skal afbildes på et plant kort, må man benytte en kortprojektion. Generalstabens topografiske Afdeling benyttede oprindeligt Flamsteeds modificerede kegleprojektion, også kaldet Bonne-projektionen. Omkring 1864 skiftede man til den såkaldte GS-projektion, som var en konform eller vinkeltro kegleprojektion af Lambert-typen, hvor den krumme jord projiceres ud på en keglestub, som for de danske korts vedkommende rører jordkloden ved 56° nordlig bredde, hvilket er nogenlunde midtvejs mellem Skagen og Gedser, Danmarks nordligste og sydligste punkter. Efter Danmarks indtræden i NATO i 1949 gik man efter amerikansk forbillede over til at bruge den nuværende UTM-projektion.

### Korttyper
I Generalstabens topografiske Afdelings første år planlagde man at udgive et kortværk i målestok 1:80.000, men dette blev opgivet, bl.a. fordi kortene ikke ville blive tilstrækkeligt detaljerede til militært brug. I 1864 begyndte man, sikkert bl.a. foranlediget af nederlaget til Preussen i Anden slesvigske Krig, i stedet at fremstille målebordsblade i målestok 1:20.000, hvorved man kunne få plads til 16 gange så mange detaljer på kortet. Disse kort blev udelukkende til på grundlag af målinger udført i marken, dels nyopmålinger udført 1842-1887 samt rekognoscering udført 1900-1928.
Produktion af et bestemt målebordsblad forløb normalt over flere år. Et målebordsblad deltes i fire kvarter, og det tog normalt en måleofficer og hans assistent en sommer (maj-oktober) at opmåle en sådan kvart. Opmåling i marken med målebord var altså ganske tidskrævende, ligesom også den efterfølgende kartografiske fremstilling af det færdige målebordsblad. Kortet var derfor faktisk allerede ved udgivelsen forældet, fordi det afbildede landskab hele tiden ændrede sig, med nye huse, veje og arealanvendelser m.m. Målebordsbladene blev derfor ad flere omgange reviderede, typisk når det enkelte blad var 20-40 år gammelt, ved at man gennemgik terrænet på ny og tegnede rettelser ind på særlige blåtryk af målebordsbladets kvarter.
Da offentligheden fra 1930-erne begyndte at bruge målebordsbladene, foruden de afledte atlasblade og 1 cm kort som bilkort, opstod der behov for at foretage hyppigere revisioner af især vejnettet og anden infrastruktur, og man begyndte at udgive målebordsblade med "enkelte rettelser". De forskellige kortelementer på et sådant kort er derfor ikke altid udtryk for et øjebliksbillede af landskabet, men kan vise nye og gamle ting sammen.
Målebordsbladene viser alle bygninger, jernbaner, veje og stier, jordvolde, levende hegn, grøfter, gravhøje, ruiner og mindesmærker m. m. Desuden er vist vådområder såsom søer, damme og vandløb, foruden mergel-, ler- og grusgrave, samt landskabstyperne skov, eng, mose, hede og klit. Opdyrket jord er uden signatur. Stednavne er skrevet med skrift af forskellig font og punktstørrelse efter et system, som viser genstandenes størrelse og betydning. Særlige bygninger som møller, fabrikker, teglværker, mejerier, hoteller, kroer, apoteker, præste- og lægeboliger, skoler osv. er angivet med forkortelser, fx "Pgd" for præstegård. Som regel er alle genstande tegnet i det rigtige størrelsesforhold og gengivet ved deres grundrids. Dog er jernbaner og veje for tydeligheds skyld tegnet bredere end deres virkelige mål.
Frem til midten af 1800-tallet diskuterede man, hvorvidt landskabets højdevariationer skulle gengives ved hjælp af de såkaldte lehmanske bakkestreger, udviklet i 1799 af den tyske topograf J.G. Lehmann, eller vha højdekurver. I 1845 blev lavet et prøveblad for Nysted i begge versioner. På de tidligste målebordsblade over Sjælland og Lolland-Falster fra Generalstabens topografiske Afdeling brugtes dels bakkestreger og dels højdekurver, men med den nye kortserie fra 1864 brugtes udelukkende højdekurver, som siden har været enerådende. Bakkestregerne fik dog senere en slags renæssance, idet de i form af skyggelægninger blev brugt på de færøske målebordsblade, til tydeliggørelse af fjeldterræn.
Jordoverfladens form er altså fremstillet ved højdekurver, hvis højdeforskel oprindeligt var 5 fod, svarende til 1,57 m. I 1889 gik man over til metersystemet, og herefter var højdeforskellen på den sjællandske øgruppes målebordsblade 2,5 meter (nogle blade omkring København har 1,25 meter-kurver), på den fynske øgruppe, i Sønderjylland og på Bornholm 2 meter og på Færøerne 10 meter.

#### Høje målebordsblade
I årene 1864-1899 fremstillede man høje målebordsblade, hvis størrelse var defineret med den danske mil (7.532 m) som måleenhed: hvert blad dækkede i bredden 5/6 mil og højden 1 mil, hvilket ved en målestok på 1:20.000 gav en bladstørrelse på 10 × 12 decimaltommer (B x H = 31,4 × 37,7 cm), idet hvert blad dækker et areal på godt 47 km2. Denne bladserie omfatter ca. 1.200 blade.

#### Lave målebordsblade
I 1901 gik man over til at fremstille lave målebordsblade, som har samme højde som de høje blade, men i stedet er 5/4 mil i bredden, idet man ud af tre høje blade lavede to lave blade. Bladstørrelsen blev så 15 × 12 decimaltommer (B x H = 47,1 × 37,7 cm), idet hvert blad dækker et areal på 71 km2. Der skulle 835 blade til for at dække landet.
De lave målebordsblade er trefarvede: blåt markerer vand (hav, søer, åer m.m.), brunt bruges til højdekurver, mens resten er markeret med sort.

#### Tuschtegnede 4 cm-kort
1957-78 blev målebordsbladet afløst af det nuværende 4-cm-kort i målestoksforholdet 1:25.000. Den ændrede målestok var en følge af Danmarks indtræden i NATO og behovet for at koordinere det danske kortværk med standarden i forsvarssamarbejdet, som var fastlagt af USA. Man besluttede, at de nye 4 cm kort skulle have et nyt format, idet kortene ellers ville blive for små. Ud fra ni tilgrænsende målebordsblade (3 x 3) lavede man fire af de nye 4 cm kortblade (2 x 2), sådan at et 4 cm kort kom til at svare til to en kvart målebordsblad. Dette gav en bladstørrelse på B x H = 56,5 x 45,2 cm, idet hvert blad dækker et areal på 159,7 km2. Der skal 406 kortblade til at dække Danmark.
Ligesom målebordsbladene er disse 4 cm kort rentegnet med pen og tusch på papir. Man genfinder de blå, brune og sorte farveanvendelser fra de lave målebordsblade, men desuden er der anvendt grønt til skov og rødt til veje, foruden lyserød til lyngarealer.
Kortbladene over Jylland blev til på grundlag af revision i marken udført i årene 1953-1973, på grundlag af målebordsblade. Kortene over resten af landet blev til på grundlag af fotogrammetrisk udtegnede råkort, som blev revideret i marken i årene 1967-1976.

#### Graverede 4 cm-kort
I 1970-erne ændrede 4 cm kortene udseende, bl.a. fordi man nu overalt baserede kortet på fotogrammetrisk udtegning. Man bibeholdt kortrammerne, men i stedet for at rentegne med pen og tusch graverede man nu i stedet kortets detaljer ned i særlige plasticark med et graverinstrument, et ark for hver farve på kortet.  Man afskaffede stort set de stiplede og prikkede signaturer, som var besværlige at gravere, i modsætning til linjer, men indførte til gengæld to forskellige grønne farver for nåle- hhv løvskov, samt grå for haver. Veje blev nu vist uden farve.
De graverede kortblade over Jylland, undtagen Sønderjylland, blev til på grundlag af revision i marken 1977-1990, og revision af resten af landet var afsluttet i 1997.

### Eksempel: Sørvad
På målebordsblade og 4-cm-kort kan man følge, hvordan området omkring den vestjyske landsby Sørvad har udviklet sig gennem de seneste godt 100 år. De fire kortudsnit herunder over det samme område dækker 6,5 x 6,5 km.
Kortudsnittene viser et forholdsvis kuperet landskab fra næstsidste istid, højtliggende mod V og N, hvorfra det skråner jævnt mod SØ. Landskabet gennemskæres af et antal bække, som i midten af udsnittet samles i Vegen Å. Denne løber mod N og forsvinder ud af kortet gennem en ret dyb slugt Ø for Svenstrup.

### Færøerne
I 1895 gik Generalstabens topografiske Afdeling i gang med en nymåling af Færøerne, og i 1901 forelå resultatet i form af 75 høje målebordsblade, som de danske i målestok 1:20.000. I sommeren 1938 blev Færøerne rekognosceret af topografer fra Geodætisk Institut, og i 1943 forelå resultatet i form af 53 nye lave målebordsblade. Disse blev i midten af 1970-erne erstattet af en rettet udgave, baseret på luftfotos optaget i 1970.
I 1982 påbegyndte Geodætisk Institut fremstilling af et helt nyt sæt færøske målebordsblade, fremstillet ved gravureteknik ud fra luftfotos og rekognoscering i marken, med skyggelægning af de høje færøske fjelde. Man anvendte stadig målestokken 1:20.000, og de 37 kortblade blev udgivet i slutningen af 1990-erne.

## Tyskland
I første halvdel af 1800-tallet påbegyndte man i de forskellige tyske konge- og fyrstedømmer geodætiske opmålinger og fremstilling af detaljerede kort, efter lidt forskellige retningslinjer. Da de tyske stater i 1871 blev samlet i det Tyske Kejserrige, begyndte man på at fremstille et samlet kortværk af målebordsblade i målestok 1:25.000 over riget, det såkaldte TK 25. Flere af de forskellige tyske delstaters oprindelige geodætiske institutioner fortsatte dog deres selvstændige virke i kejsertiden, ikke mindst Preussische Landesaufname i Berlin, og kortene blev først efterhånden gjort mere ensartede. I det gamle preussiske område blev kortene lavet i sort-hvid, mens man i Sachsen, Hessen, Baden, Württemberg og Bayern lavede trefarvede kort, med brune højdekurver, blå vandløb og resten sort (hvilket muligvis har været inspiration, da Generalstabens topografiske Afdeling i begyndelsen af 1900-tallet begyndte på de lave, danske målebordsblade).

## Storbritannien
Britiske målebordsblade er de sidste godt 200 år blevet fremstillet af institutionen Ordnance Survey under det britiske forsvarsministerium. Institutionen blev oprettet i forbindelse med den første hovedtriangulation af Storbritannien, som blev gennemført i årene 1783-1853. I 1801 tryktes det første britiske målebordsblad, eller one-inch-to-the-mile kort, i skala 1:63.360. Det dækkede grevskabet Kent sydøst for London, og snart fulgte kort over resten af det sydøstlige England. Hele Storbritannien var dækket af denne type kort i 1891.
I 1824 påbegyndte man en mere detaljeret opmåling, af Irland som dengang var en del af Storbritannien. Opmålingen førte til de såkaldte six-inches-to-the-mile kort, i skala 1:10.560, som i 1846 dækkede hele Irland. I 1841 vedtog man, bla på baggrund af det hastigt voksende jernbanenet, at også England og Wales skulle dækkes af kort i denne detaljerede målestok, og loven tillod som noget nyt, at opmålerne ikke behøvede hjemmel for at kunne færdes på folks private ejendom. Fra 1856 begyndte man at opmåle opdyrkede og beboede områder i målestok 1:2.500, til brug for matrikelkort, og disse kort dannede herefter grundlag for fremstilling af kortene i 1:10.560, de såkaldte County Series kort. Storbritannien var fra 1890-erne dækket af begge disse kortserier.
I 1930-erne gik Ordnance Survey over til at bruge metersystemet i sit nye koordinatsystem OSGB36, og man begyndte at fremstille en ny kortserie, i målestok 1:25.000, idet one-inch kortene dog stadig blev fremstillet frem til 1970-erne, hvor de blev afløst af kort i målestok 1:50.000.

## Frankrig
I 1688 oprettedes det såkaldte Dépôt de la Guerre, som fik til opgave at vedligeholde de franske militære arkiver og fremstille topografiske kort til brug for militæret. I 1827 begyndte man fremstilling af generalstabskort i målestok 1:80.000, de såkaldte cartes d’Etat-Major. Man indmålte højdekurver, som brugtes som grundlag for skravering vha lehmanske bakkestreger, til markering af terrænets udformning. I 1898 gik man over til målestok 1:50.000. Samtidig skiftede man projektion fra Bonne til Lambert, som man havde gjort det i Danmark 34 år tidligere.
I 1887 blev fransk kortfremstilling overtaget af det nydannede Service géographique de l'armée (SGA), som i 1940 omdøbtes til Institut géographique national (IGN). I dag er målestokken 1:80.000 afløst af 1:25.000.

## USA
Fremstilling af topografiske kort over USA er siden 1879 blevet varetaget af United States Geological Survey (USGS), som udover geologisk kortlægning også tager sig af biologiske, geografiske og hydrologiske opgaver for de amerikanske forbundsmyndigheder. Det amerikanske basiskort er det såkaldte quadrangle kort, som adskiller sig fra de fleste andre landes kort ved, at kortrammerne er sammenfaldende med længde- og breddegrader. Pga den benyttede projektion bliver kortets over- og undergrænse svagt buet, mens kortgrænserne i siderne er rette, men ikke helt parallelle. Dette betyder også, at i modsætning til fx de danske målebordsblade har de amerikanske kortblade forskellig størrelse afhængig af breddegraden: på 30° N, fx svarende til New Orleans i staten Louisiana mod syd, dækker et 7,5 minutes kortblad et areal på 166 km2, mens det på 49° N, svarende til grænsen til Canada mod nord og nordvest, dækker 127 km2.
Oprindeligt fremstilledes de såkaldte 15 minutes kort, hvor hvert blad dækker et område på 15 breddeminutter og 15 længdeminutter. Kortene havde målestokken 1:62.500 (1 km er 1,6 cm på kortet) og man brugte farverne sort, blå og brun på samme måde som på de danske lave målebordsblade, idet man dog fra 1910-erne også brugte grøn til skovarealer og fra 1920-erne rød til veje. Efter Anden Verdenskrig gik man over til at lave quadrangle kort på 7,5 breddeminutter og 7,5 længdeminutter, så at fire af de nye kort svarede til ét af de gamle. Målestokken var nu 1:24.000 (1 km er 4,17 cm på kortet). 7,5 minut kortene blev fremstillet ud fra luftfotos, som blev kontrolleret ved inspektion i terrænet, hvor man bla indmålte fikspunkter, kortlagde bygninger, veje og stier og indsamlede navnestof fra lokale indbyggere.
De ca. 57.000 kortblade i målestok 1:24.000 over de 48 sammenhængende amerikanske delstater var færdigmålt i 1992. I 2008 begyndte man på et nyt digitalt kortværk, US Topo, med samme målestok og kortbladsinddeling, men med data fra GIS databaser som placeres på kortbladene vha særlig software. De nye kort skulle benytte den moderne projektion US National Grid (USNG), som afløste det forældede North American Datum of 1927 (NAD27). I sommeren 2009 begyndte fremstilling af de nye kort, og efter to år var der produceret ca. 40.000 kortblade. Processen er så automatiseret, at der kun skal bruges ca. 2 timers manuelt arbejde pr kortblad, især mht tilretning af tekstplacering. Man tilstræber at de nye kort skal opdateres ca. hvert tredje år, og de er derfor langt mere tidssvarende end de gamle. Til gengæld mener mange brugere, at det kartografiske design lader en del tilbage at ønske, sammenlignet med de gamle håndtegnede kort.